# Le Bal de fin d'année
Cet article concerne l'épisode de Buffy contre les vampires. Pour le téléfilm d'Ernest R. Dickerson, voir Le Bal de fin d'année.
Le Bal de fin d'année est le 5e épisode de la saison 3 de la série télévisée Buffy contre les vampires.

## Résumé
Scott décide de rompre avec Buffy car celle-ci ne lui consacre pas assez d'attention. Broyant du noir, Buffy décide de se présenter à l'élection de la reine du bal contre Cordelia pour se venger de la jeune femme qui ne l'a pas prévenue pour les photos de l'album du lycée. La concurrence entre les deux filles tourne rapidement au vinaigre et embarrasse les autres membres du groupe. Pour les forcer à se réconcilier, le reste du Scooby-gang leur loue une limousine pour les amener au bal ensemble. De leur côté, Alex et Willow admirent leur élégance respective dans leurs tenues de bal et s'embrassent brièvement, installant un nouveau malaise dans le groupe. 
La limousine passe chercher Buffy et Cordelia. Les deux jeunes femmes se retrouvent en rase campagne menacées par une organisation de tueurs, démons et humains. Ceux-ci participent à la « Fête de La Tueuse », organisée par Mister Trick, et ont confondu Cordelia et Faith. Perdues en pleine nature, les deux jeunes femmes doivent se défendre avec les moyens du bord. Après plusieurs combats et courses-poursuites, elles arrivent finalement à se débarrasser de tous les tueurs et même à se réconcilier en partie. Pendant ce temps, Mister Trick est arrêté par des policiers qui l'emmènent devant le Maire, lequel lui annonce qu'il a besoin de ses services. Buffy et Cordelia arrivent finalement au bal juste au moment de l'annonce d'une égalité dans les résultats qui fait qu'il y aura deux reines du bal cette année. Mais ce sont en fait deux autres lycéennes qui se présentaient qui sont élues.